# غرفة فيرمات
غرفة فيرمات (بالإسبانية: La habitación de Fermat)‏ هو فيلم إثارة نفسية وغموض إسباني من إخراج لويس بيدرايتا ورودريغو سوبينا سنة 2007.

## القصة
3 علماء رياضيات ومخترع لا يعرفون بعضهم يتم دعوتهم من قبل مضيف اسمه «فيرمات» بحجة حل لغز كبير، الغرفة التي يتواجدون فيها تصغر وتتقلص مع مرور الوقت وسوف تسحقهم إن لم يحلّوا اللغز الكبير.

## الممثلون
- أليخو سوراس: «غالوا» (في إشارة إلى إيفاريست غالوا)
- إيلينا باليستيروس: «أوليفا» (في إشارة إلى أوليفا سابوكو)
- سانتي ميلان: «باسكال» (في إشارة إلى بليز باسكال)
- لويس هومار: «هيلبرت» (في إشارة إلى ديفيد هيلبرت)
- فيديريكو لوبي: «فيرمات» (في إشارة إلى بيير دي فيرما)

## روابط خارجية
- غرفة فيرمات على موقع IMDb (الإنجليزية)
- غرفة فيرمات على موقع روتن توميتوز (الإنجليزية)
- غرفة فيرمات على موقع نتفليكس (الإنجليزية)
- غرفة فيرمات على موقع ألو سيني (الفرنسية)
- غرفة فيرمات على موقع Turner Classic Movies (الإنجليزية)
- غرفة فيرمات على موقع أول موفي (الإنجليزية)
- غرفة فيرمات على موقع فيلمافينيتي (الإسبانية)
- غرفة فيرمات على موقع قاعدة بيانات الفيلم (الإنجليزية)
- غرفة فيرمات على موقع ليتربوكسد (الإنجليزية)
- غرفة فيرمات على موقع كينوبويسك (الروسية)